# The Common Linnets
«The Common Linnets» — нідерландський музичний гурт. Представляв Нідерланди на пісенному конкурсі Євробачення 2014 у Копенгагені, Данія, з піснею «Calm After the Storm», де посіли друге місце.